# Comuna Dârjiu, Harghita
Dârjiu (în maghiară: Székelyderzs) este o comună în județul Harghita, Transilvania, România, formată din satele Dârjiu (reședința) și Mujna.

## Demografie
Componența etnică a comunei Dârjiu
     Maghiari (92,6%)
     Români (1,41%)
     Alte etnii (0,47%)
     Necunoscută (5,52%)
Componența confesională a comunei Dârjiu
     Unitarieni (57,81%)
     Reformați (21,03%)
     Romano-catolici (9,28%)
     Baptiști (4,35%)
     Alte religii (1,76%)
     Necunoscută (5,76%)
Conform recensământului efectuat în 2021, populația comunei Dârjiu se ridică la 851 de locuitori, în scădere față de recensământul anterior din 2011, când fuseseră înregistrați 1.036 de locuitori. Majoritatea locuitorilor sunt maghiari (92,6%), cu o minoritate de români (1,41%), iar pentru 5,52% nu se cunoaște apartenența etnică. Din punct de vedere confesional, majoritatea locuitorilor sunt unitarieni (57,81%), cu minorități de reformați (21,03%), romano-catolici (9,28%) și baptiști (4,35%), iar pentru 5,76% nu se cunoaște apartenența confesională.

## Politică și administrație
Comuna Dârjiu este administrată de un primar și un consiliu local compus din 9 consilieri. Primarul, Adrián István[*], de la Uniunea Democrată Maghiară din România, este în funcție din 2016. Începând cu alegerile locale din 2024, consiliul local are următoarea componență pe partide politice:
|  | Partid                                 | Consilieri | Componența Consiliului | Componența Consiliului | Componența Consiliului | Componența Consiliului | Componența Consiliului | Componența Consiliului | Componența Consiliului | Componența Consiliului | Componența Consiliului |
|  | -------------------------------------- | ---------- | ---------------------- | ---------------------- | ---------------------- | ---------------------- | ---------------------- | ---------------------- | ---------------------- | ---------------------- | ---------------------- |
|  | Uniunea Democrată Maghiară din România | 9          |                        |                        |                        |                        |                        |                        |                        |                        |                        |

## Imagini

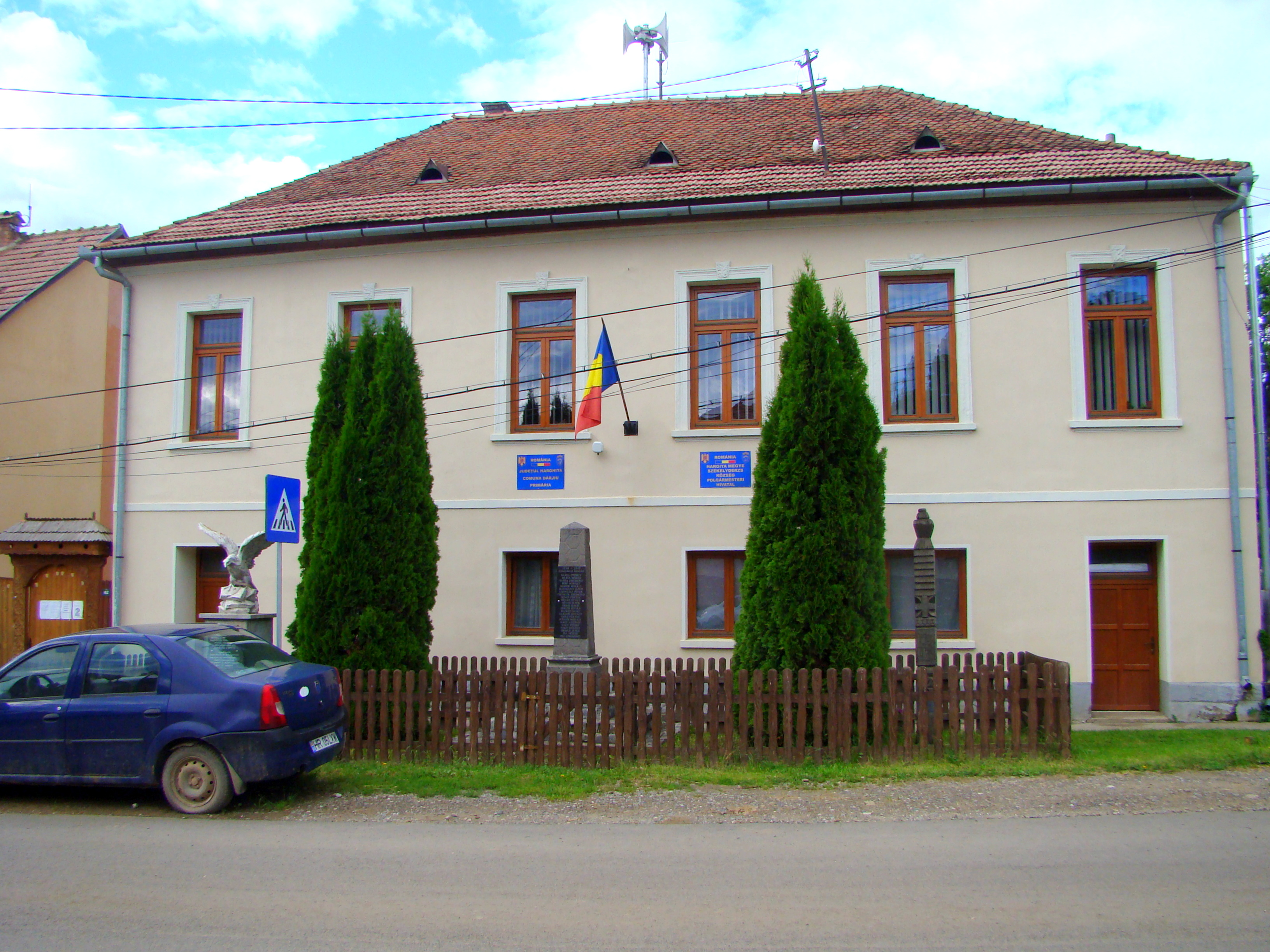
Primăria comunei
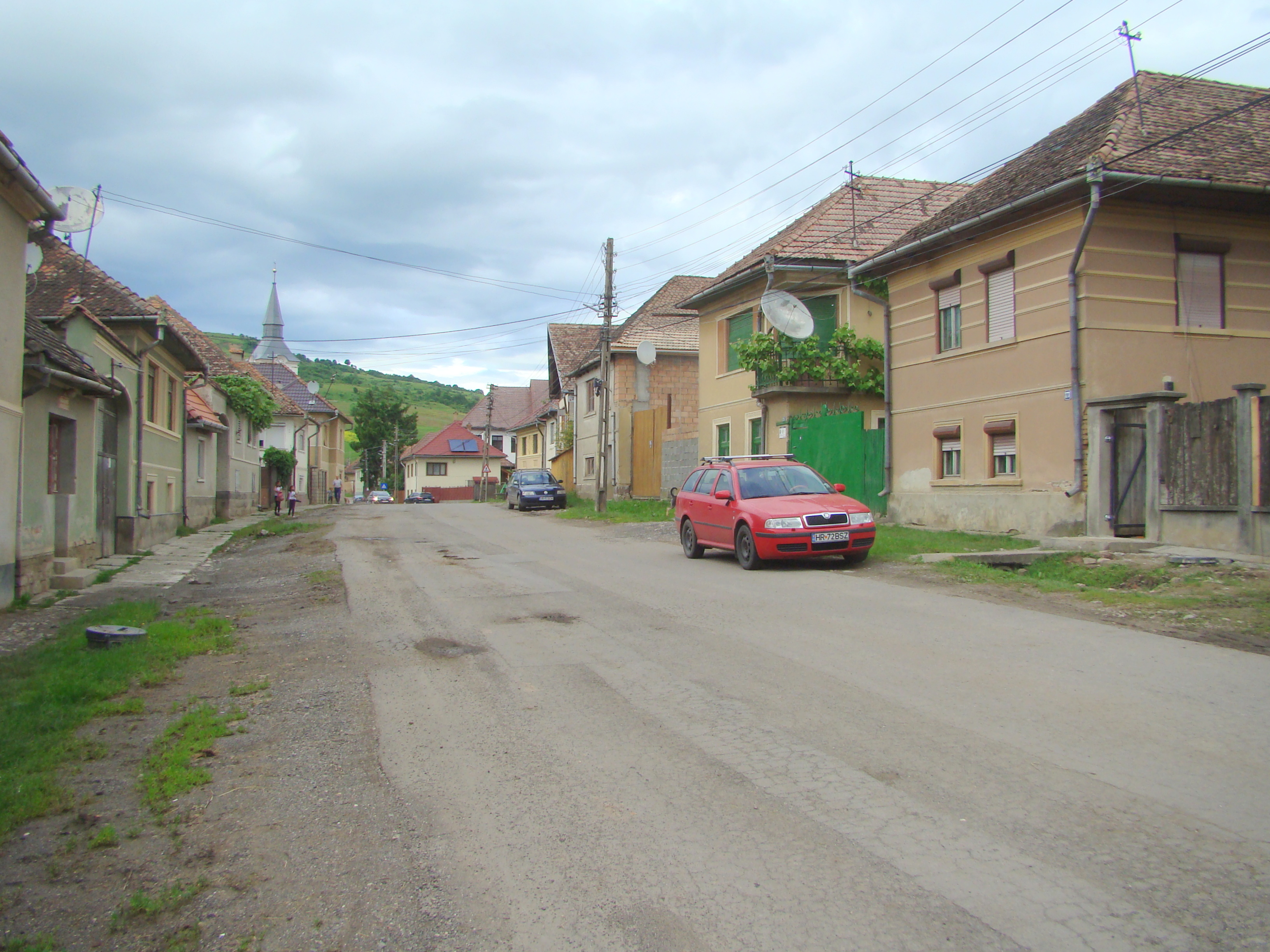
Dârjiu
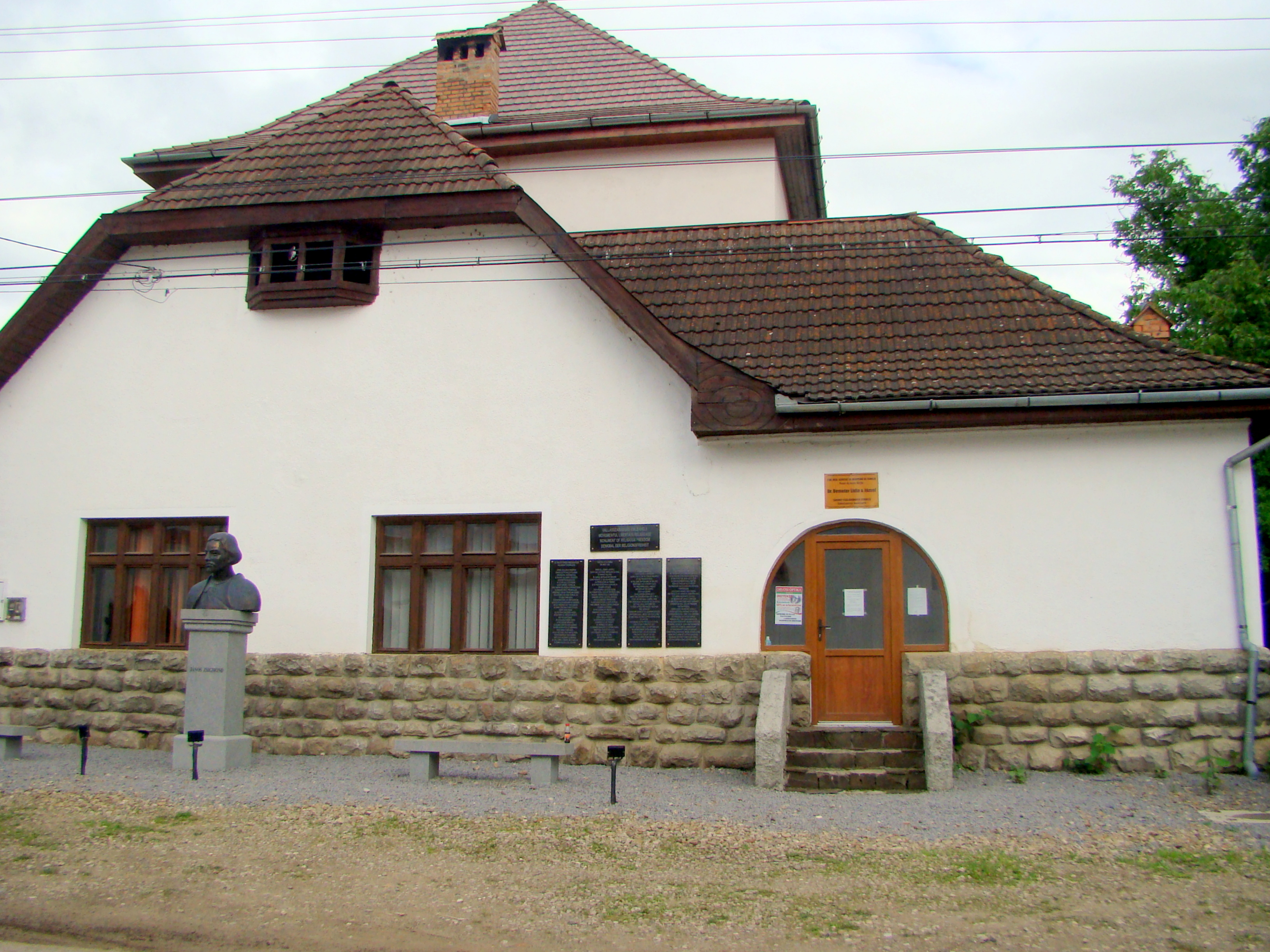
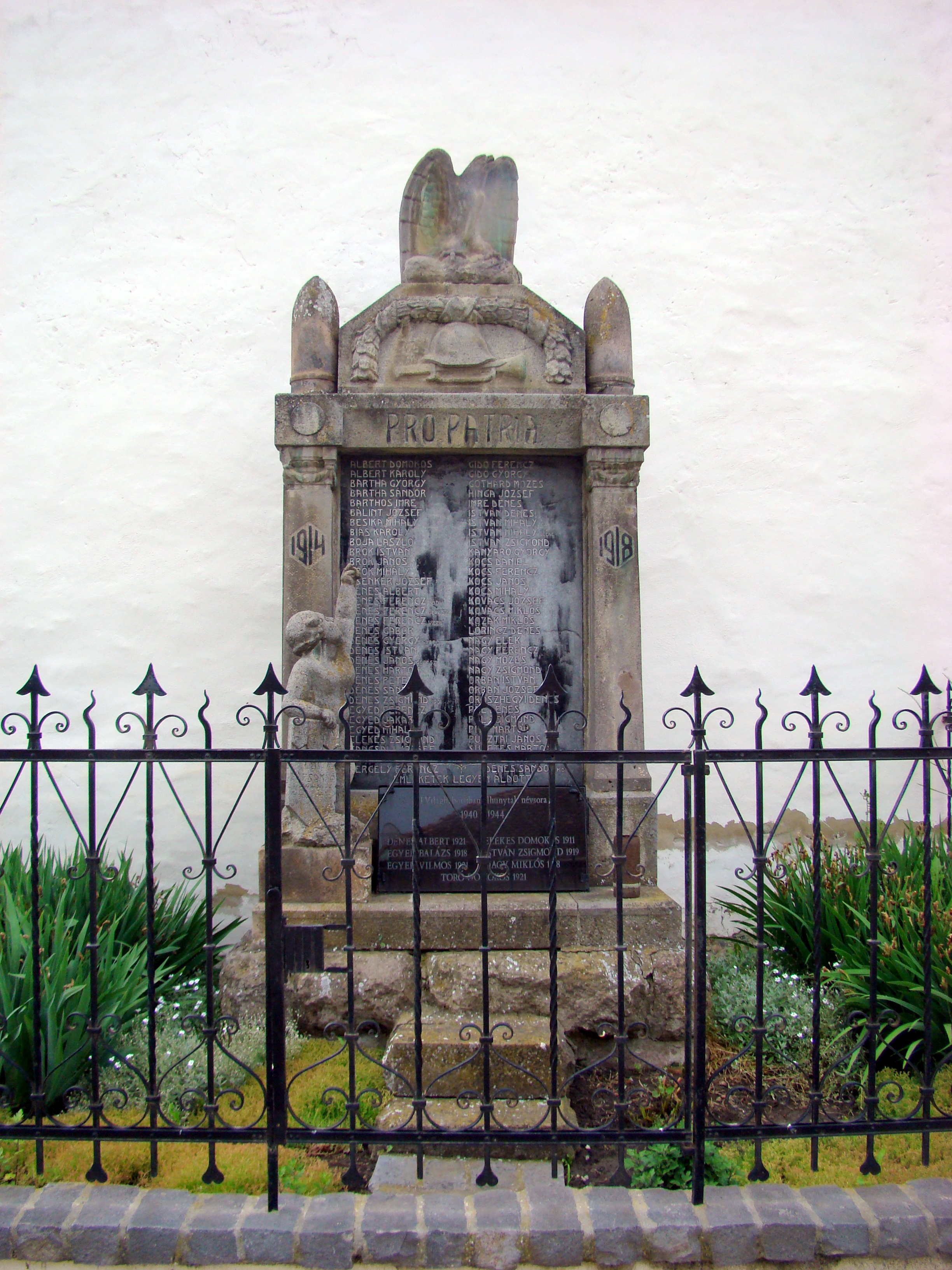
Monumentul eroilor
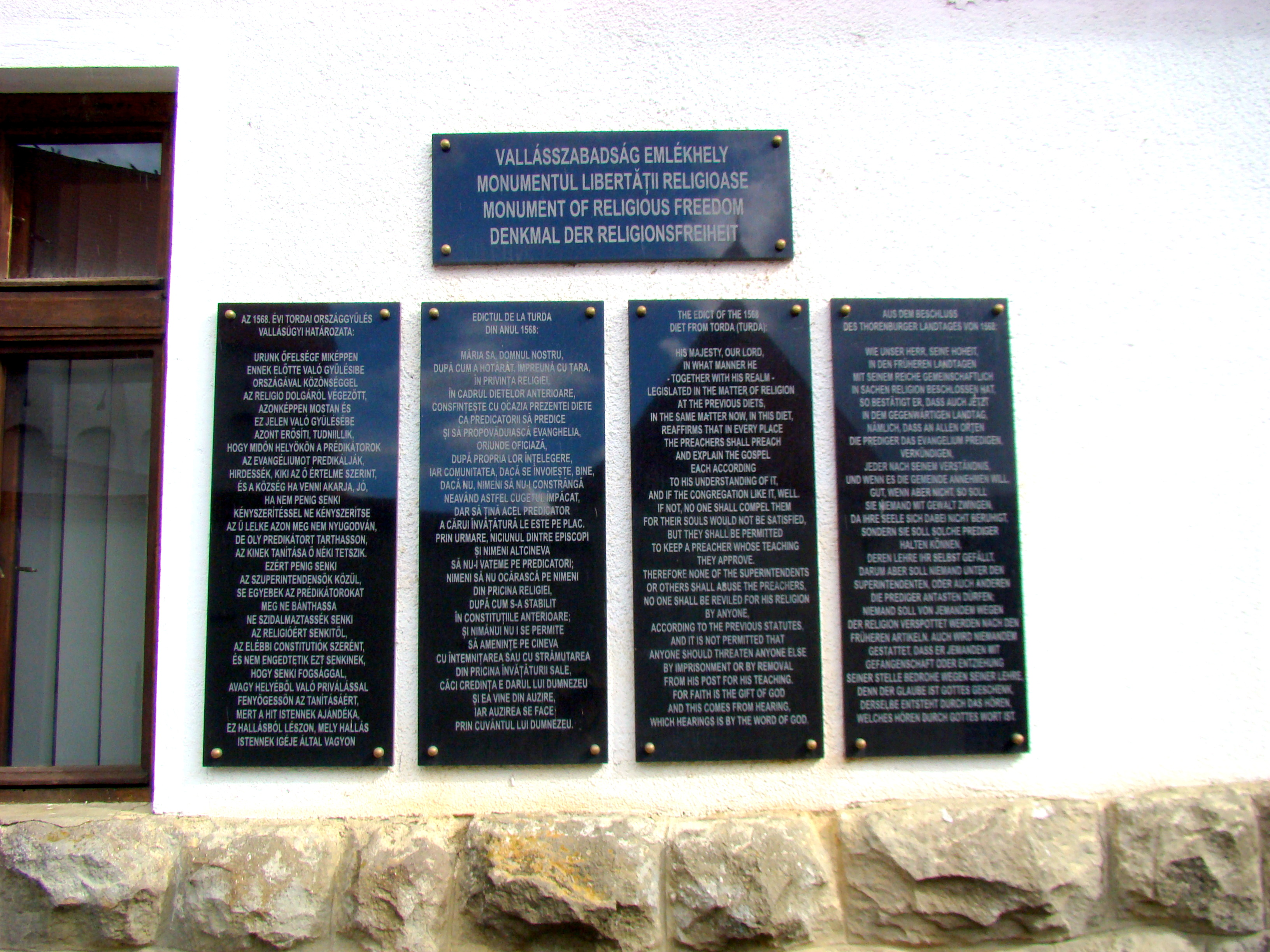
Monumentul libertății religioase
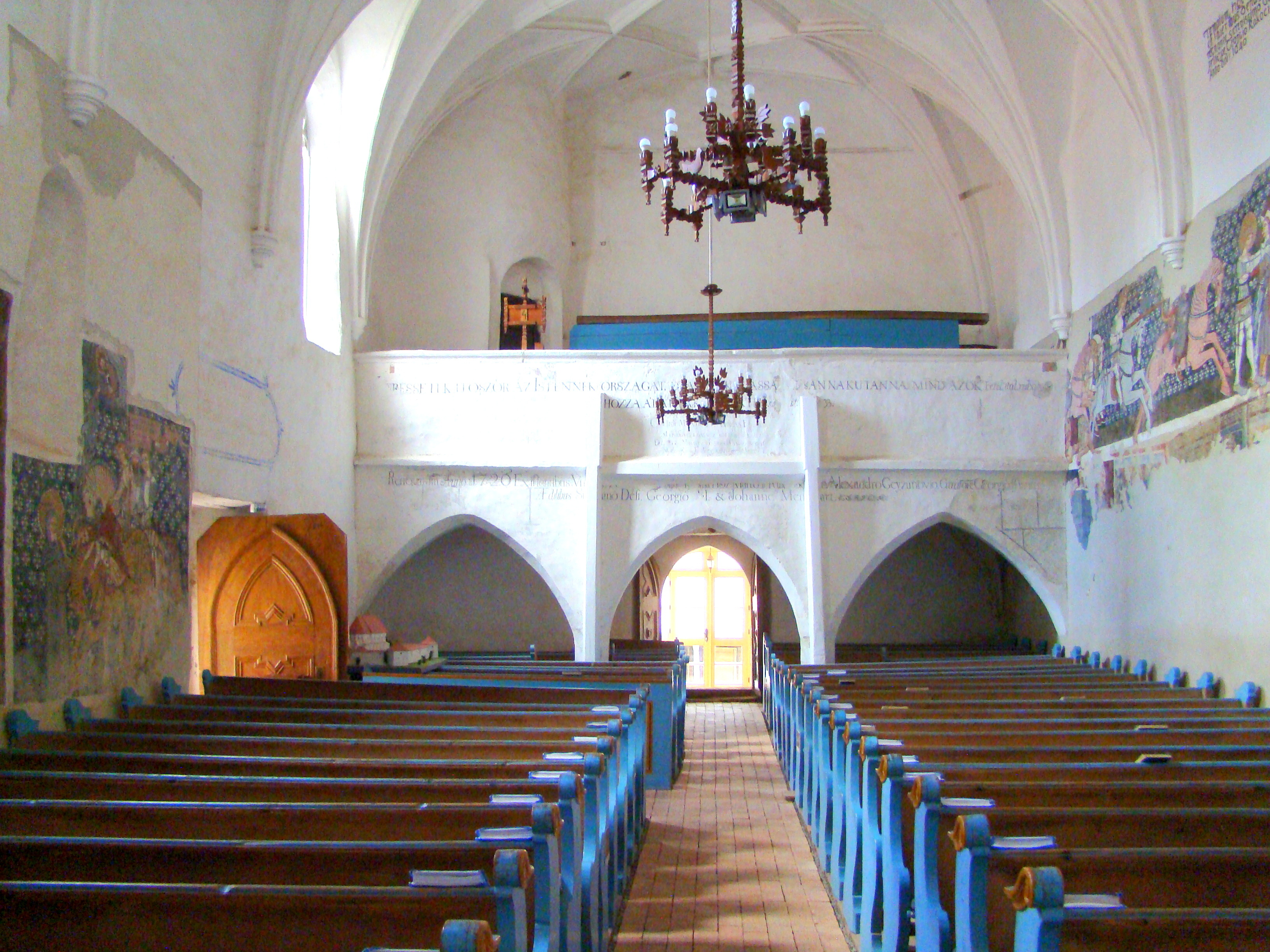
Biserica fortificată (nava spre ieșire)
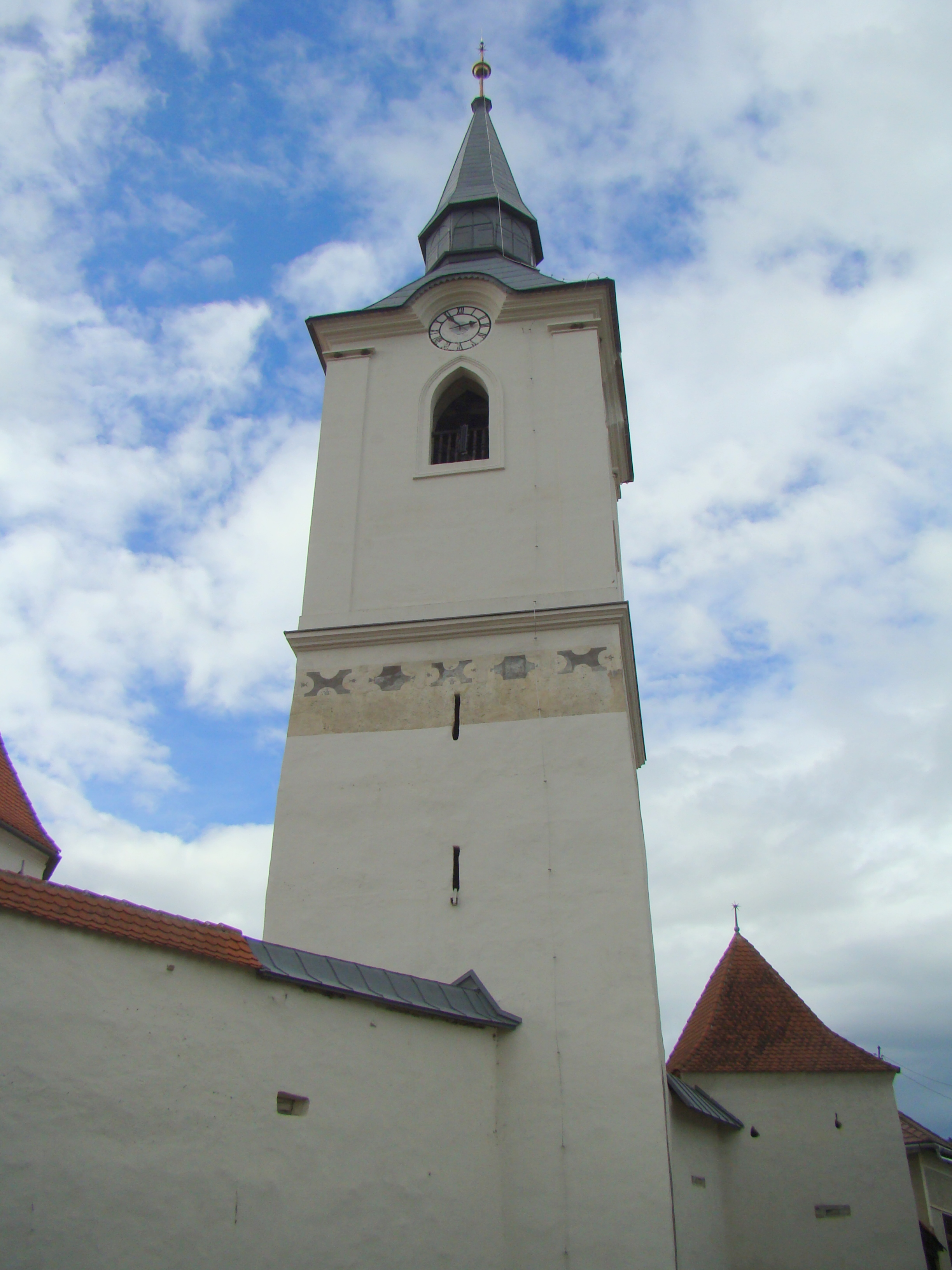
Turnul bisericii fortificate
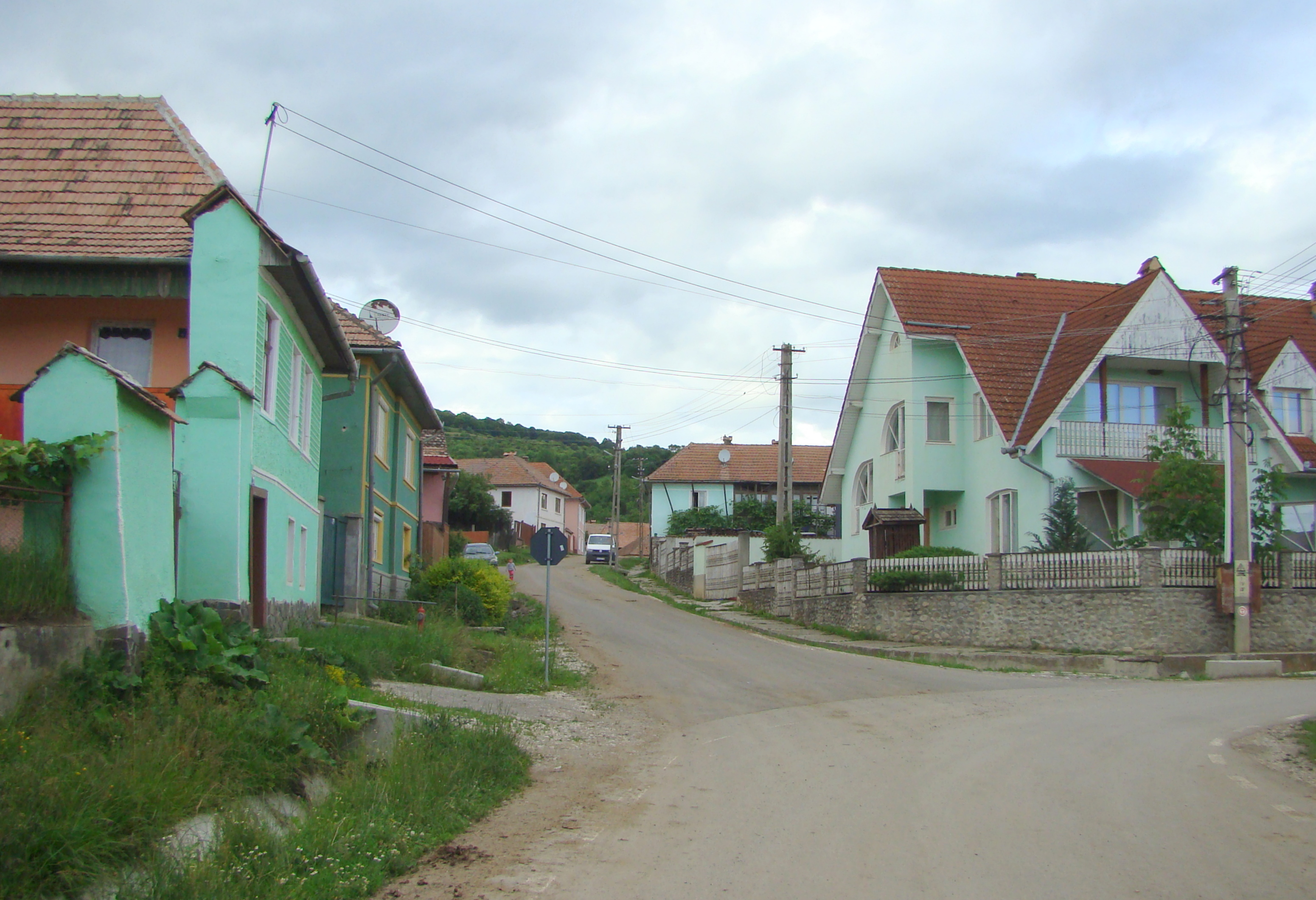
Mujna
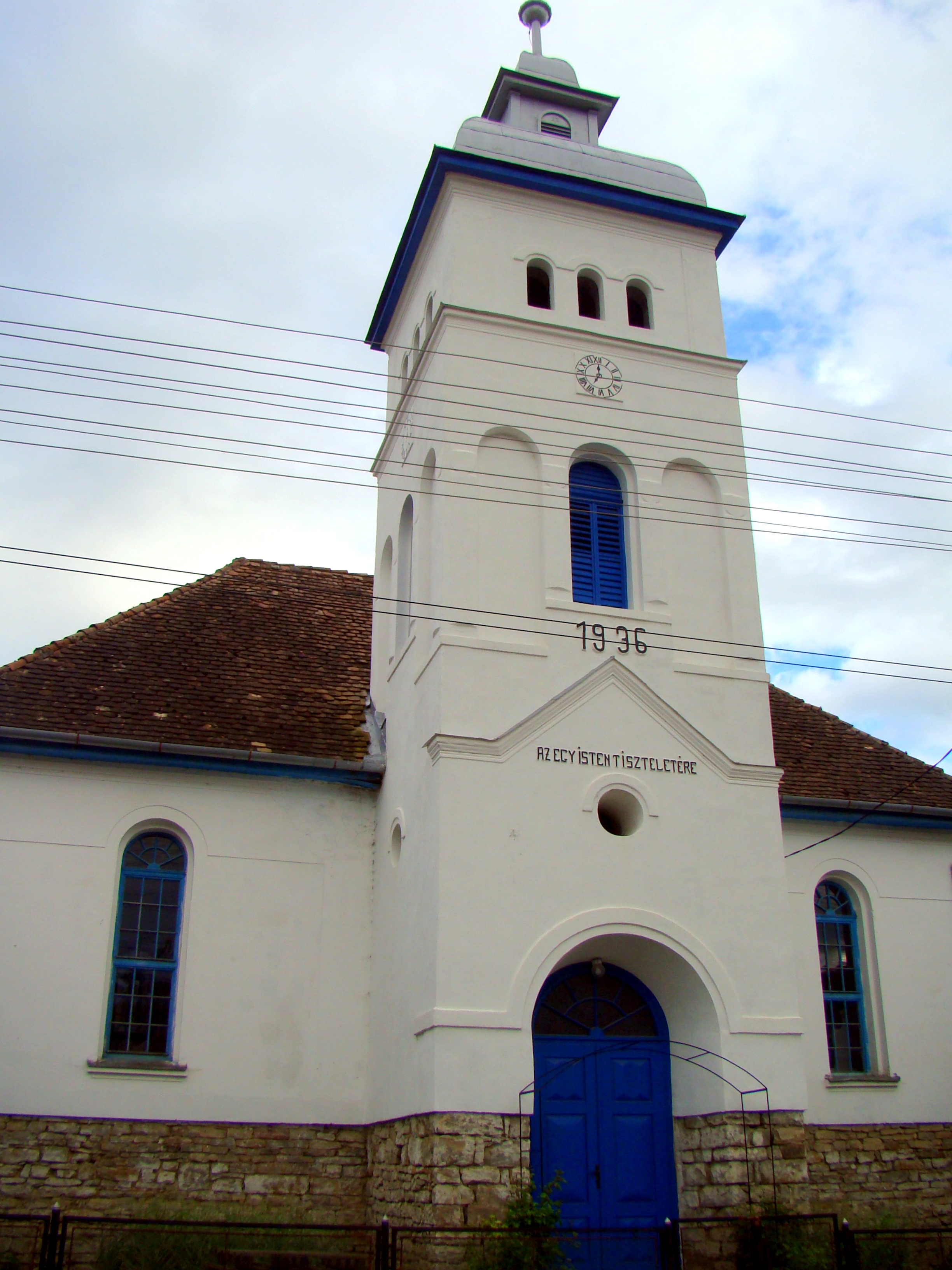
Biserica unitariană
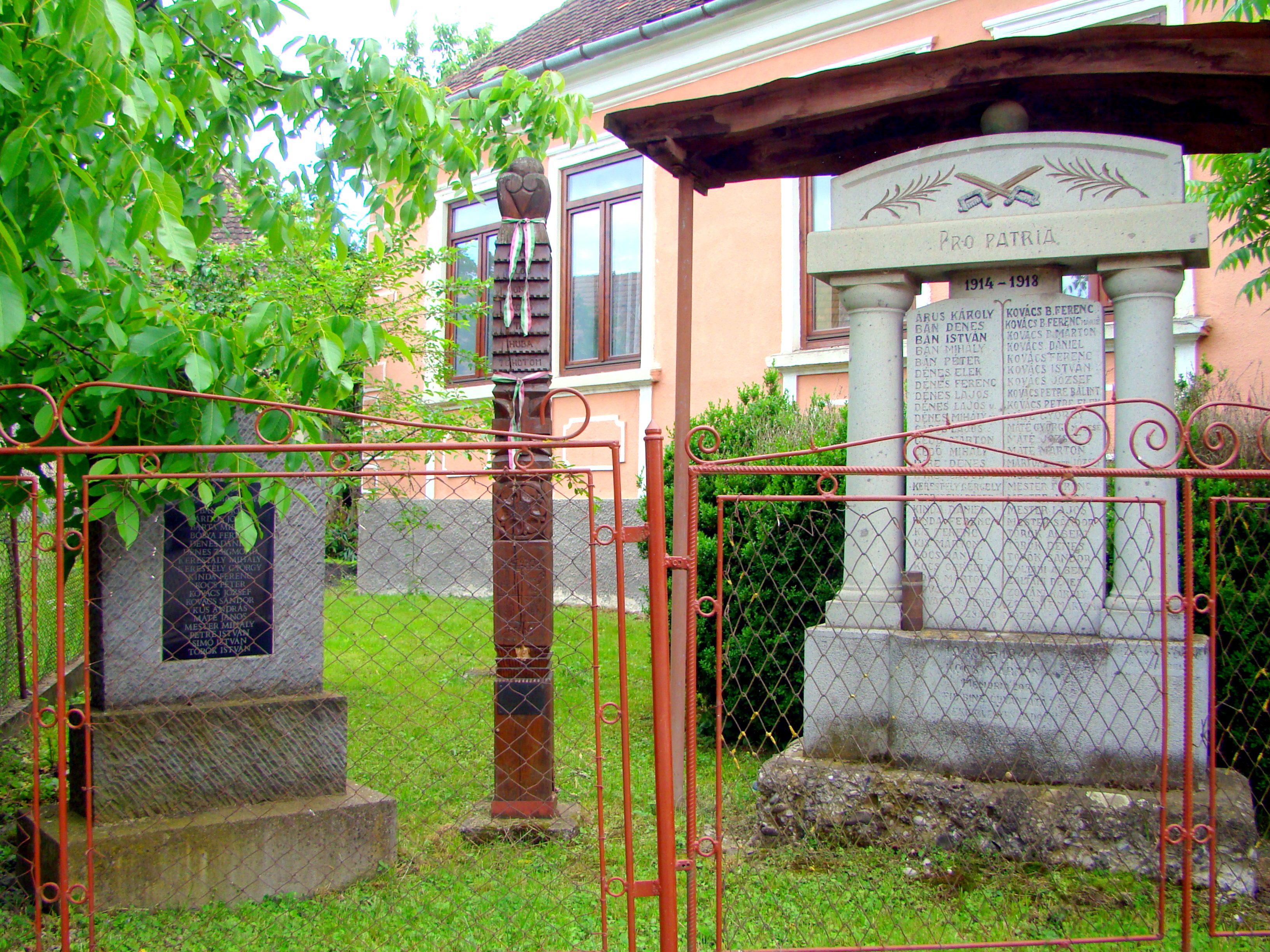
Monumentul eroilor
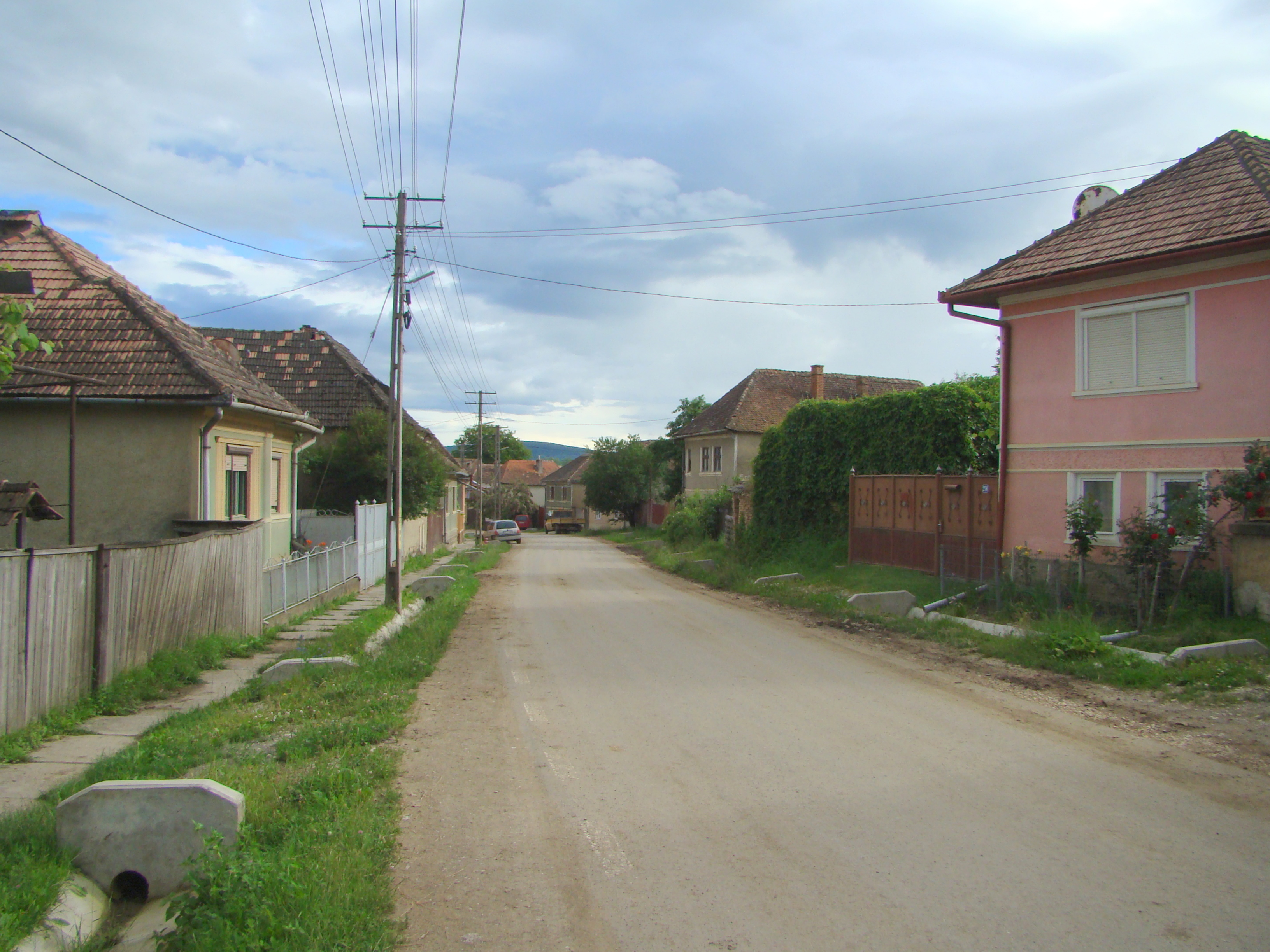
Mujna
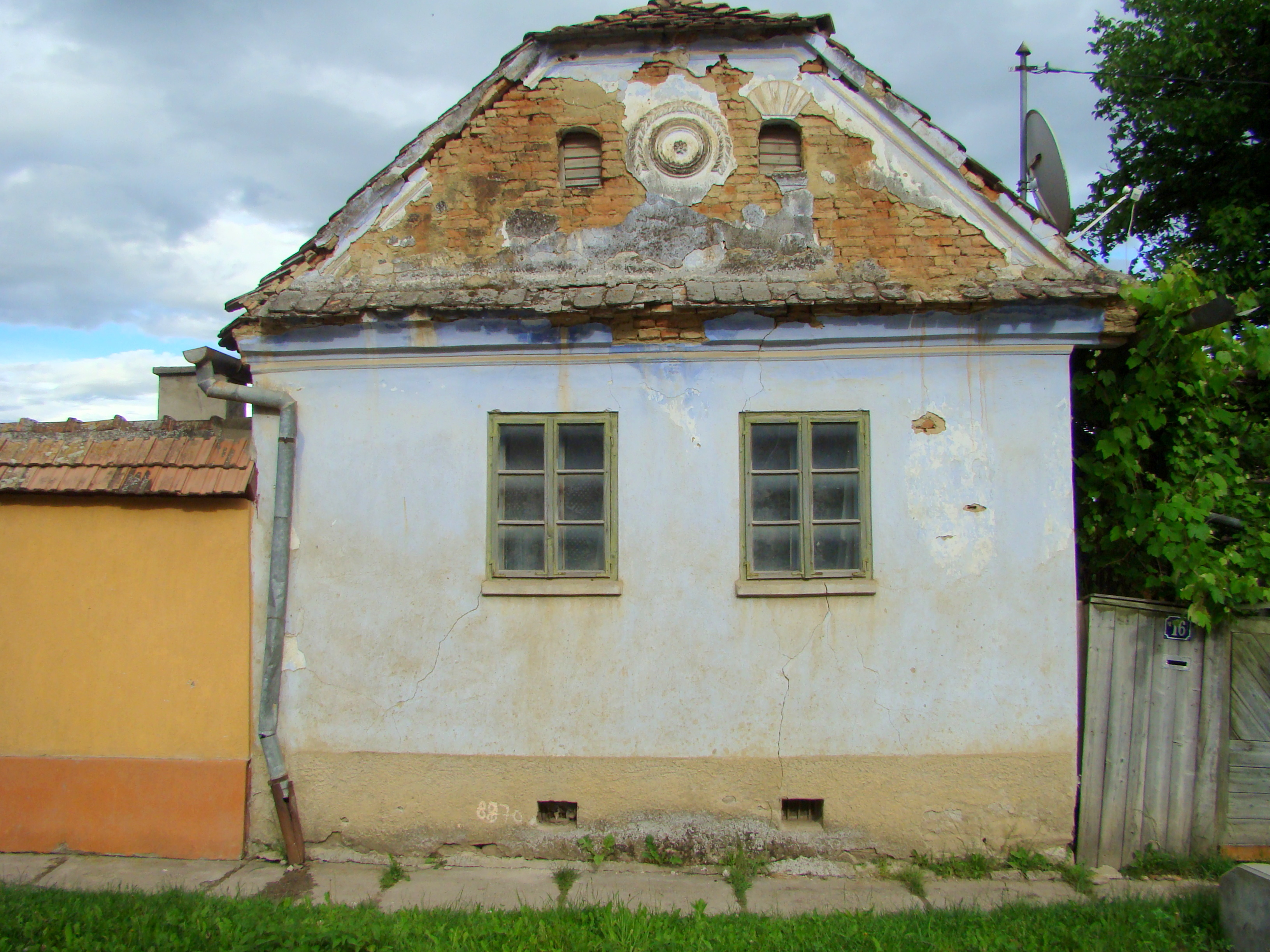
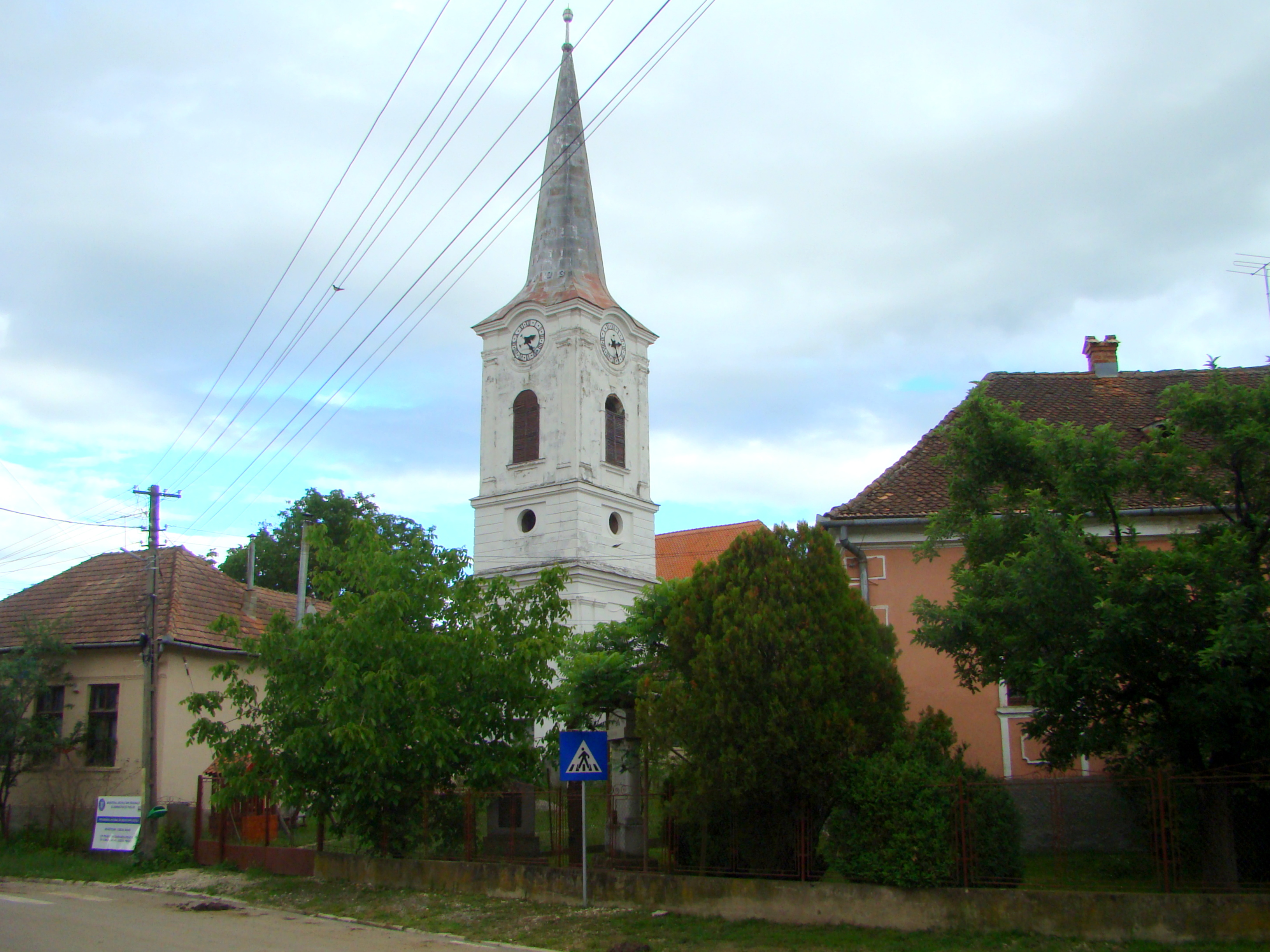
Biserica reformată (monument istoric)
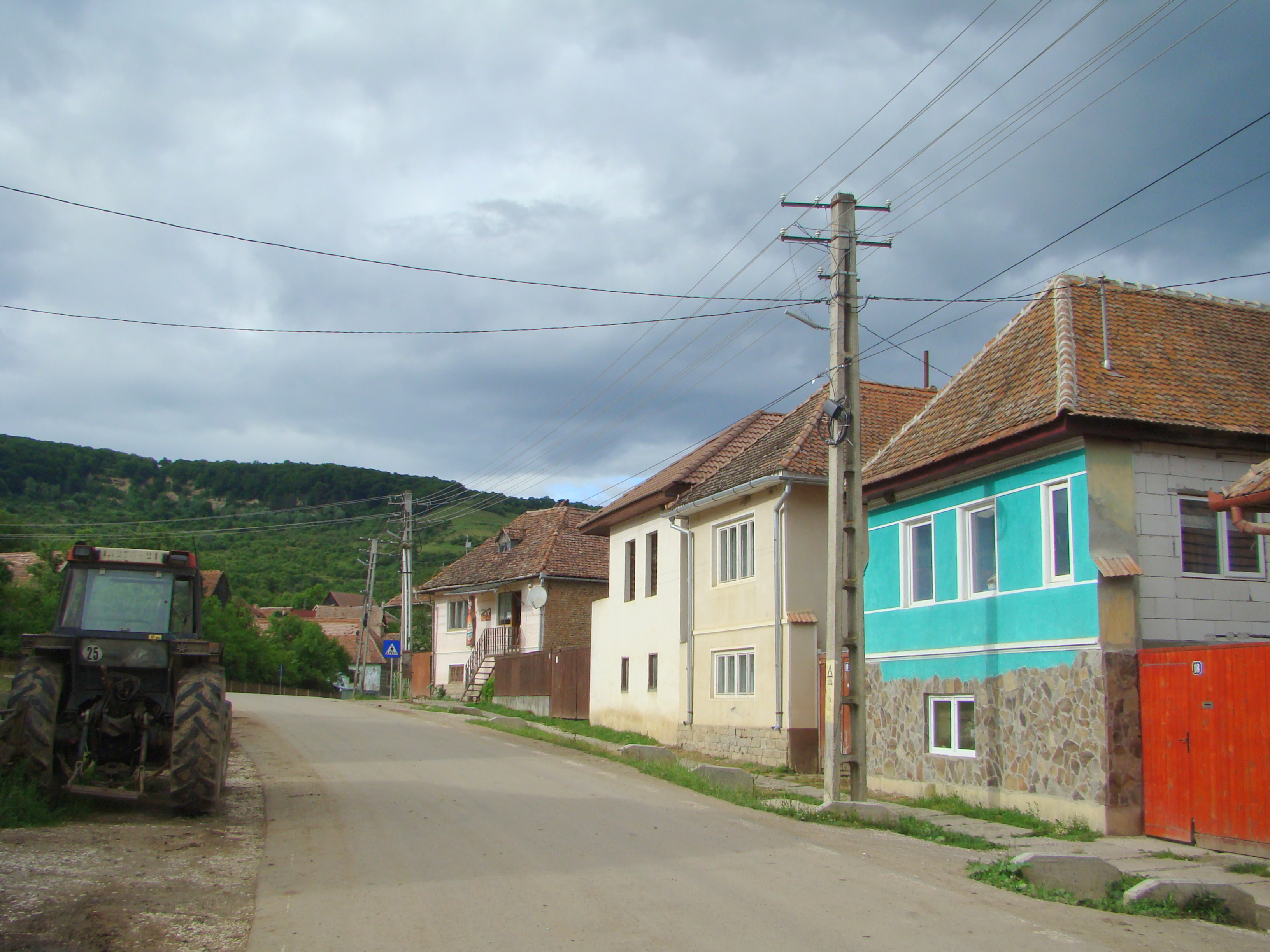
Mujna